# Otoptris lioxantha
Otoptris lioxantha är en fjärilsart som beskrevs av Edward Meyrick 1915.
Otoptris lioxantha ingår i släktet Otoptris och familjen rullvingemalar. Inga underarter finns listade i Catalogue of Life.